# Сыстыг-Хем (село)

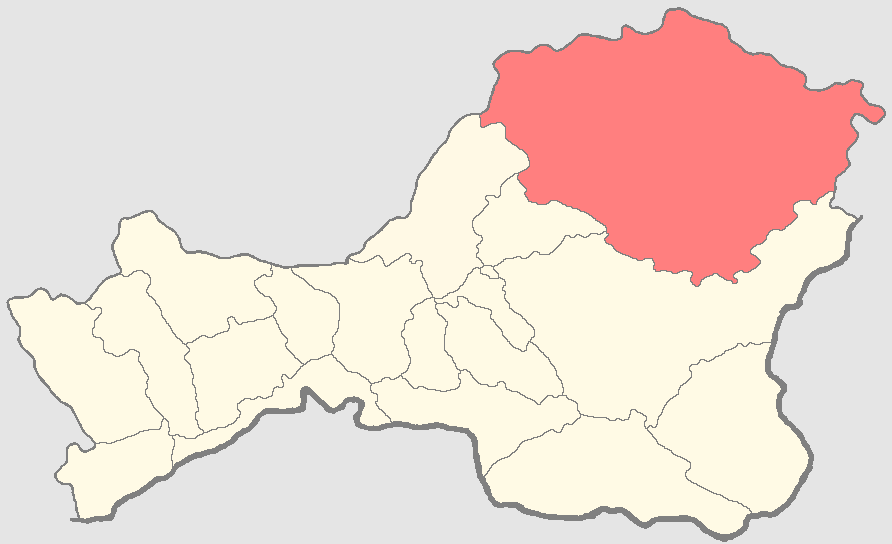
Тоджинский кожуун, Республика Тыва

Сыстыг-Хем (тув. Сыстыг-Хем) — село в Тоджинского кожууне Республики Тыва. Административный центр и единственный населённый пункт Сыстыг-Хемского сумона. Население 178 человек (2007), 139 (2014).

## История
Историческое место проживания тувинцев-тоджинцев.

## География
Село находится у впадении в р. Большой Енисей её притока — р. Сыстыг-Хем, в Тоджинской котловине.
Уличная сеть
ул. Аэродромная, ул. Кара-Суг, ул. Набережная, ул. Центральная
Географическое положение
Расстояние до:
районного центра Тоора-Хем: 47 км.
столицы республики Кызыл: 128 км.
Ближайшие населённые пункты
Ырбан 15 км, Ий 37 км, Севи (Сейба) 44 км
климат
Сыстыг-Хем, как и весь Тоджинский кожуун, приравнен к районам Крайнего Севера.

## Население
| 2002 | 2010 | 2011 | 2012 | 2013 | 2014 | 2015 |
| ---- | ---- | ---- | ---- | ---- | ---- | ---- |
| 183  | ↘144 | →144 | ↗149 | →149 | ↘139 | ↗141 |
| 2016 | 2017 | 2018 | 2019 | 2020 | 2021 |      |
| ↘139 | ↗143 | ↘142 | ↗143 | ↗145 | ↘84  |      |

## Известные жители
Михаил Клаевич Мендуме (15 марта 1922 года, с. Сыстыг-Хем, Тоджинский кожуун, Тувинская Народная Республика — 7 декабря 2001 года, г. Кызыл, Республика Тыва, Российская Федерация) — советский партийный и государственный деятель, председатель Совета Министров (1962—1977) и Президиума Верховного Совета (1977—1984) Тувинской АССР.

## Инфраструктура
образование
МКУ Сыстыг-Хемская средняя школа
Детсад «Ромашка»
культура
МБУ «Сыстыг-Хемский сельский клуб»
административная деятельность
Администрация Сыстыг-Хемского сумона

## Транспорт
Аэродром.
Автодороги отсутствуют.